# Tremonti (groupe)
Pour les articles homonymes, voir Tremonti.
Tremonti est un groupe américain de heavy metal, originaire d'Orlando, en Floride. Il est formé et dirigé par le chanteur et guitariste Mark Tremonti, mieux connu comme guitariste principal des groupes de rock Creed et Alter Bridge. Le groupe est également composé du guitariste Eric Friedman, du bassiste Tanner Keegan et du batteur Ryan Bennett. Le bassiste Wolfgang Van Halen et le batteur Garrett Whitlock sont d'anciens membres du groupe. Brian Marshall, membre du groupe Creed et Alter Bridge de Mark Tremonti, fait également partie de la tournée en 2012.
Ce qui est à l'origine un projet solo de Mark Tremonti se transforme en un groupe à part entière qui compte cinq albums studio : All I Was en 2012, Cauterize en 2015, Dust en 2016, A Dying Machine en 2018 et Marching in Time en 2021. Le style musical du groupe s'éloigne des groupes principaux de Mark Tremonti, avec une influence plus thrash metal et un chant mélodique.

## Histoire
Mark Tremonti commence à exprimer son intérêt pour un album solo en 2010. « Les groupes [Creed et Alter Bridge] sont tellement différents », déclare-t-il à propos de ses deux projets principaux actuels. « Et j'écris tellement. Je vais faire un album solo parce qu'il y a des chansons dont je ne voudrais pas qu'elles ne voient pas le jour parce qu'elles ne fonctionnent pas pour Creed ou Alter Bridge ».
Il joue de la guitare et chante lui-même sur toutes les chansons, et les anciens membres de Submersed, Eric Friedman et Garrett Whitlock, jouent également sur l'album. Tremonti décrit le style musical comme « axé sur la mélodie », et dans une interview de mai 2011, il déclare que l'album serait un album de thrash metal « à la sonorité plus lourde ». Il déclare ensuite que l'album serait « probablement plus lourd que Creed ou Alter Bridge », et qu'il contiendrait « beaucoup de solos ».
Le premier album de Tremonti, All I Was, sort le 17 juillet 2012, sous le label FRET12 Records. La chanson You Waste Your Time est publiée en tant que premier single. Un jour après sa sortie, la chanson atteint la 10e place du iTunes Rock Songs Chart, et la vidéo musicale en direct de Tremonti pour cette chanson est présentée pour la première fois le 17 mai 2012 sur Noisecreep.
En 2013, Mark Tremonti se regroupé avec Alter Bridge pour enregistrer l'album Fortress. Après une tournée, en 2014, Tremonti commence à enregistrer leur deuxième album avec Wolfgang Van Halen à la basse. Le 3 mars 2015, Tremonti publie un échantillon de la chanson Radical Change tout en révélant le titre de l'album Cauterize et la liste des pistes de leur deuxième album. Le mardi 17 mars 2015, Tremonti publie un autre aperçu de la chanson Flying Monkeys et donne également une date de sortie concrète du 9 juin 2015 pour Cauterize.
Le 8 juillet 2021, Mark Tremonti annonce que le groupe sortira son cinquième album studio, Marching in Time, le 24 septembre 2021. Le 22 juillet, ils sortent le premier single de l'album, intitulé If Not for You.
Le 6 août 2024, Tremonti sort un nouveau single, Just Too Much, premier extrait du sixième album du groupe, The End Will Show Us How, dont la sortie est prévue pour le 10 janvier 2025.

## Discographie

### Albums studio
- 2012 : All I Was
- 2015 : Cauterize
- 2016 : Dust (
- 2018 : A Dying Machine
- 2021 : Marching in Time

### Singles
- 2012 : You Waste Your Time
- 2013 : All That I Got
- 2014 : Gone
- 2015 : Another Heart
- 2016 : Dust
- 2018 : A Dying Machine
- 2018 : Take You with Me
- 2018 : Bringer of War
- 2018 : As the Silence Becomes Me
- 2018 : Trust